# Klaus Weise (Mediziner)
Klaus Weise (* 1. März 1929 in Freiburg im Breisgau; † 14. Mai 2019 in Zwenkau bei Leipzig) war ein deutscher Psychiater und Hochschullehrer.

## Leben und Wirken
Klaus Weise wurde 1929 als Sohn von Siegfried und Ruth Weise (geb. Gaudig), beide praktische Ärzte, in Freiburg im Breisgau geboren. Nach dem frühen Tod des Vaters kam er mit seiner Mutter und seiner Schwester nach Leipzig, wo er 1947 das Abitur ablegte und bis 1953 Medizin studierte. Im selben Jahr wurde er promoviert. Nach der Pflichtassistenz und Assistenzarztzeit an der Neurologisch-Psychiatrischen Klinik der Universität Leipzig unter Dietfried Müller-Hegemann war er 1957 für ein Jahr als Oberarzt am Fachkrankenhaus für Psychiatrie und Neurologie Rodewisch tätig. Anschließend kehrte er nach Leipzig zurück, wo er sich 1969 habilitierte. Aufgrund seiner humanistischen Ausbildung und Grundeinstellung geriet er nicht selten in Konflikt mit der Staatsdoktrin, blieb aber dennoch SED-Mitglied. 
Von 1974 bis zu seiner Emeritierung 1995 war er Ordinarius für Psychiatrie und schon seit 1973 Direktor der erst 1968 selbständig gewordenen Psychiatrischen Klinik und Poliklinik der Universität Leipzig. Klaus Weise galt als Reformer der Psychiatrie in der DDR und engagierte sich in besonderer Weise für eine humane Psychiatrie, für Patientenrechte, für die Öffnung der psychiatrischen Anstalten, offene Stationen, flache Hierarchien und für die Entwicklung der Sozialpsychiatrie. Psychotherapeutisch war er der Gesprächstherapie nach Rogers verbunden. Nach der deutschen Wiedervereinigung konnte er wegen seiner Parteimitgliedschaft allerdings nicht nach bundeseinheitlichem Recht berufen werden.
Weise engagierte sich nach 1989 im Umkreis der Leipziger Psychiatriebetroffenen-Initivative Durchblick e.V. sowie der Sächsischen Gesellschaft für Soziale Psychiatrie (SGSP).

## Ausgewählte Publikationen
- Untersuchungen über den Stofftransport im gefäßlosen Wirbeltierherzen. (1953) Promotionsschrift
- Grenzen und Möglichkeiten der Psychopathologie dargestellt am Beispiel schizophrener und schizophrenieähnlicher Erkrankungen. (1969) Habilitationsschrift.
- Leipziger Psychiatriereform 1960 bis 1990 (in: SYMPTOM. Leipziger Beiträge zu Psychiatrie & Verrücktheit. Hrsg. Thomas R. Müller/Dyrk Zedlick für Durchblick e.V. und Sächsische Gesellschaft für Soziale Psychiatrie [SGSP]. Nr. 6/2014)